# Auchterarder
Auchterarder (gael. Uachdar Ardair) – miasto w Szkocji.  Ulica High Street w Auchterarder o długości 1,5 mili spowodowała, że miasto jest znane pod popularną nazwą "The Lang Toun" lub Long Town.
W średniowieczu, Auchterarder było w Europie znane jako miasto 100 zwodzonych mostów, który to zwrot jest obrazowym opisem wąskich mostków przerzuconych nad ściekami, łączących ulice z progami domów. Wycofujący się jakobici spalili miasto w 1716 r., lecz szybko zostało odbudowane i powróciło do świetności dzięki przemysłowi tkackiemu.
W 1834, kontrowersje związane z wyborami parafialnymi były pierwszym z łańcucha zdarzeń, które doprowadziły do schizmy w Kościele Szkocji.
W roku 2008 ogłoszono, że dwie ulice Auchterarder należą do ulic Szkocji o najdroższych czynszach.

## Znani ludzie
- Eve Graham, piosenkarka zespołu The New Seekers, urodziła się w Auchterarder[2]
- Stephen Hendry, siedmiokrotny mistrz świata w snookerze, mieszka w Auchterarder[3]
- James Kennaway (1928–1968), powieściopisarz, urodził się w Auchterarder[4]